# Barbara Wysoczańska
Barbara Maria Wysoczańska, z domu Szeja (ur. 12 sierpnia 1949 w Świętochłowicach) – polska florecistka, pierwsza polska medalistka olimpijska we florecie kobiet, dwukrotna medalistka mistrzostw świata.
Urodziła się w rodzinie górniczej Leona Emanuela Szeji i Marty Gertrudy z domu Bendkowskiej. Absolwentka miejscowego Liceum Ogólnokształcącego (1967) i bielańskiej AWF (1971), gdzie otrzymała tytuł magistra WF. Wychowanka Baildonu Katowice (do 1969), następnie do zakończenia kariery zawodniczka AZS Warszawa (1969-1988).
Na igrzyskach olimpijskich w Moskwie w 1980 roku wywalczyła indywidualnie brązowy medal. W rundzie finałowej wygrała trzy z pięciu pojedynków i uplasowała się za Francuzką Pascale Trinquet i Węgierką Magdą Maros. W zawodach drużynowych zajęła czwarte miejsce. Na rozgrywanych cztery lata wcześniej igrzyskach olimpijskich w Montrealu indywidualnie zajęła 20. miejsce, a drużynowo była szósta.
Podczas mistrzostw świata w Wiedniu w 1971 roku wspólnie z Krystyną Machnicką-Urbańską, Haliną Balon, Elżbietą Franke i Jolantą Bebel-Rzymowską zajęła trzecie miejsce w turnieju drużynowym. W tej samej konkurencji zdobyła także srebrny medal na mistrzostwach świata w Hamburgu (1978).
Osiągnięcia sportowe:
- brązowa medalistka olimpijska we florecie indywidualnym na IO 1980 w Moskwie[7]
- 2-krotna medalistka mistrzostw świata (1978 srebro, 1971 brąz) we florecie drużynowym[8]
- 3-krotna mistrzyni Polski (1977, 1979, 1980) w turnieju indywidualnym
- 2-krotna wicemistrzyni Polski (1972, 1978) w turnieju indywidualnym
- 6-krotna mistrzyni Polski w turnieju drużynowym (1969, 1975, 1978-1981, 1984)
- 5-krotna wicemistrzyni kraju w turnieju drużynowym (1970, 1973, 1976, 1987, 1988)